# Emery (Wisconsin)
Emery è un comune degli Stati Uniti, situato in Wisconsin, nella Contea di Price.